# Công viên Adam Mickiewicz ở Poznań

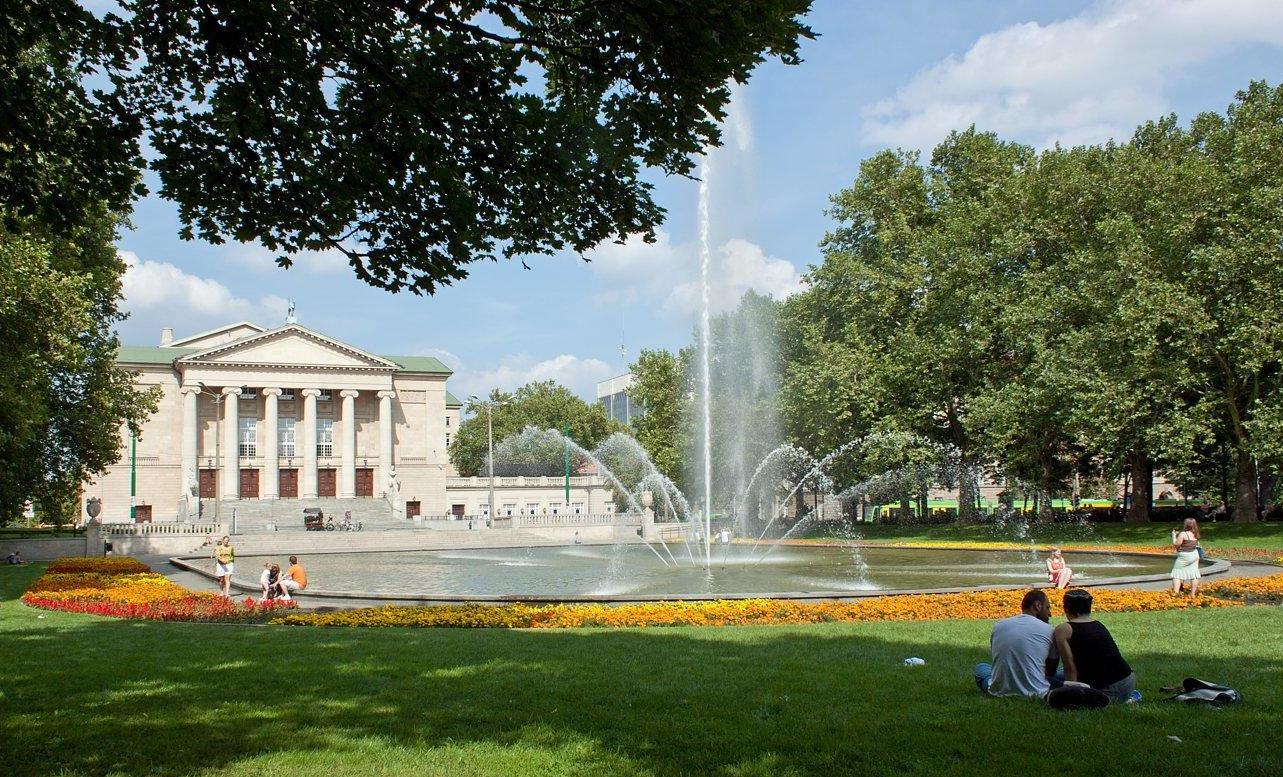
Ao trong Công viên Adam Mickiewicz (2012)

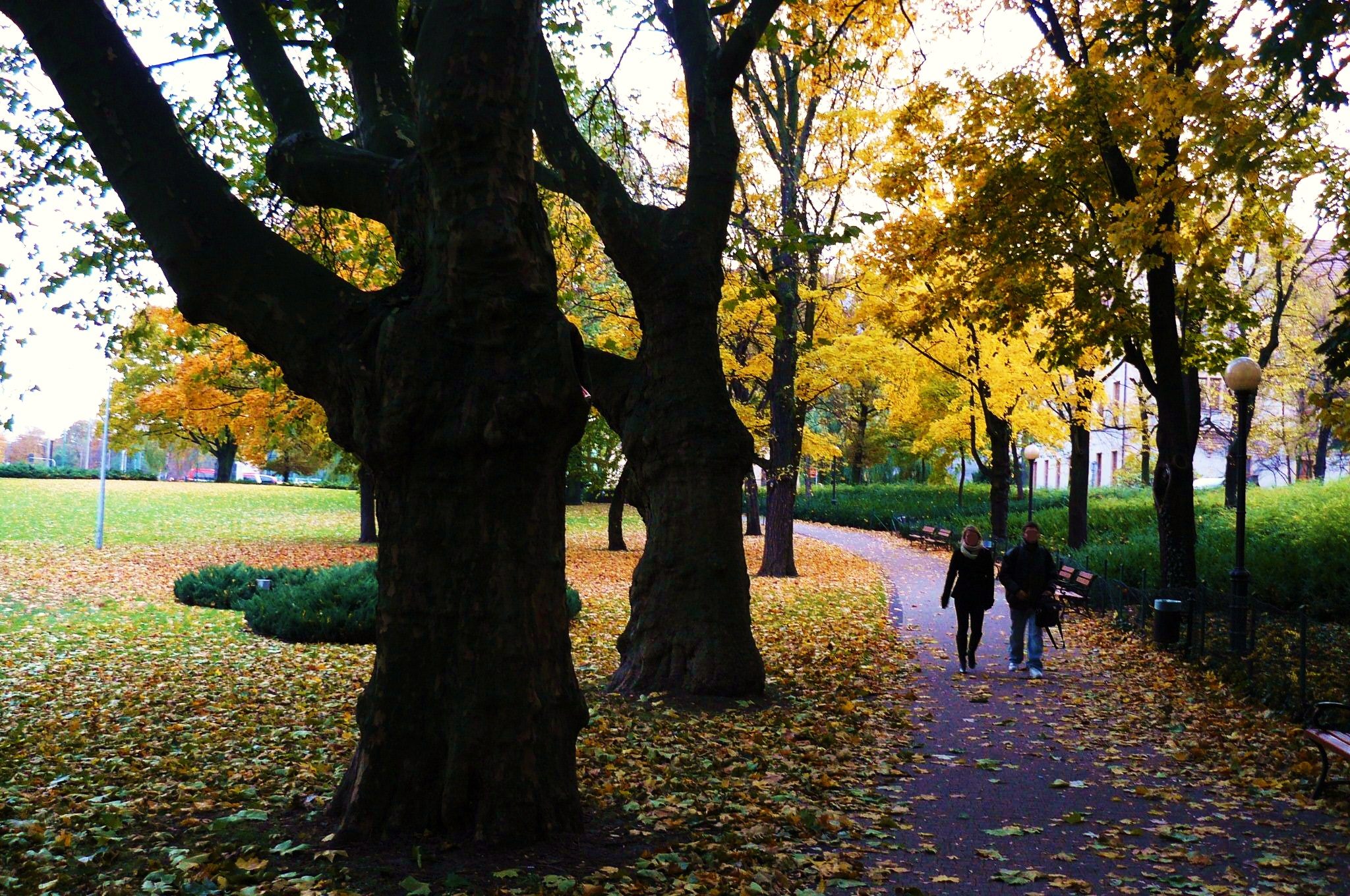
Hàng cây và băng ghế trong Công viên Adam Mickiewicz (2010)

Công viên Adam Mickiewicz ở Poznań (tiếng Ba Lan: Park Adama Mickiewicza w Poznaniu) là một công viên lâu đời ở Poznań, Ba Lan. Công viên nằm ở Quận Hoàng gia, trung tâm Poznań. Đây là một trong những công viên mang vẻ đẹp hoài cổ và tráng lệ nhất trong thành phố, tiếp giáp với các con phố: Fredry, Wieniawskiego, Święty Marcin và Đại lộ Niepodległości. Công viên đã được đưa vào sổ đăng ký di tích - Viện Di sản Quốc gia (Ba Lan).

## Khám phá
Công viên Adam Mickiewicz được kiến trúc sư người Đức Joseph Stübben thiết kế vào đầu thế kỷ 20. Ở giữa công viên có một cái ao lớn với một đài phun nước. Ở khu vực phía bắc là một khung cảnh đô thị với sự hiện diện của Nhà hát Lớn. Ở khu vực phía nam là khu phức hợp Quảng trường Adam Mickiewicz với hai tượng đài của Ofiar Czerwca (1956) và Adam Mickiewicz. Giữa hai phần phía Nam và phía Bắc là những hàng cây xanh thẳng tắp cùng những băng ghế dài. Trong công viên Adam Mickiewicz có nhiều loại cây lâu năm như: cây si, linh sam Douglas, thông đen, vân sam gai, cây du, cây sồi, cây phong và cây bồ đề. Đôi khi người ta cũng thấy các giống mận anh đào, liễu Mãn Châu và bạch dương.
Cư dân cũng như du khách thường tới đây thư giãn và đọc sách.

## Địa danh gần công viên
- Phố Wieniawski: Dinh thự Adolf Landsberg.
- Phố Fredry: Nhà hát lớn.
- Đại lộ Niepodległości: Lâu đài hoàng gia Poznań - Imperial Castle.